# Букет гарни

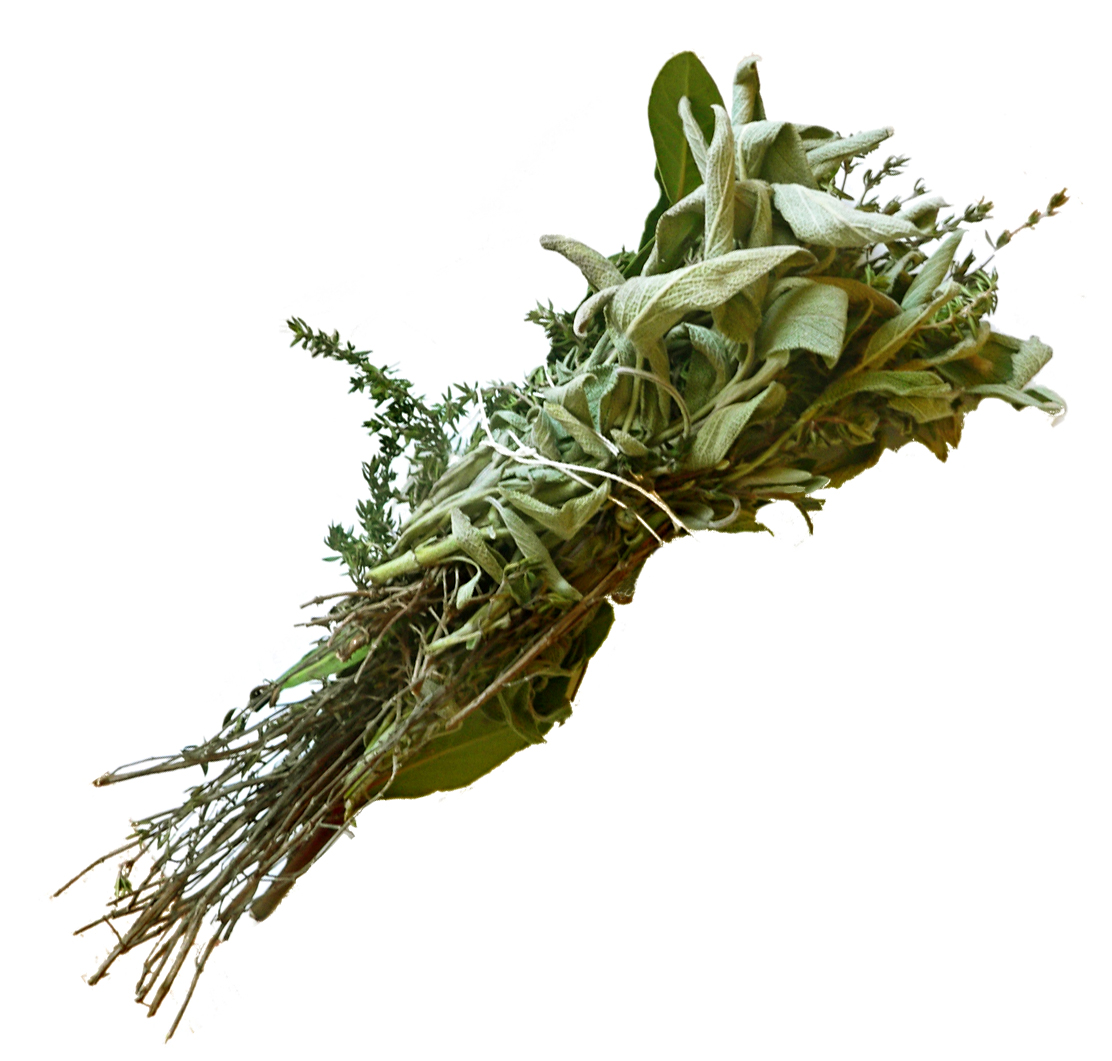
Пучок душистых трав

Букет гарни, также пучок душистых трав или пучок пряностей (фр. bouquet garni) — букетик из сухих душистых трав, завернутых в лавровые листья, перевязанный кулинарной ниткой или завёрнутый в мешочек из хлопчатобумажной ткани.

## Характеристика
Используется как приправа при приготовлении супов, бульонов, тушёных блюд, соусов с целью улучшения их аромата и вкуса. Обязательно вынимается из блюда перед его подачей на стол.
Традиционно включает петрушку, тимьян и лавровый лист.
Необязательные компоненты: базилик, черноголовка, листья сельдерея, кервель, розмарин, перец, чабер и эстрагон.
Иногда добавляют корневые овощи: морковь, сельдерей, зелёный лук, репчатый лук, корни петрушки.

## Во Франции
Распространен на Юге Франции, особенно в Провансе. Французский пучок душистых трав вяжется из веточек тимьяна и лаврового листа, — это базовые ингредиенты; к ним добавляют стебли петрушки и зелень лука-порея. В некоторых регионах добавляют также шалфей, сельдерей или розмарин. Часто такой травяной букетик обёртывают ещё ломтиком сала.